# Olympische Zomerspelen 1956
De Olympische Zomerspelen van de XVIe Olympiade werden in 1956 gehouden in Melbourne, Australië. Melbourne werd verkozen boven Mexico-Stad, Buenos Aires en zes Amerikaanse steden op 28 april 1949 op het drieënveertigste IOC-congres. Vanwege de Australische quarantaineregels konden de paardensportonderdelen daar niet plaatsvinden. Deze onderdelen werden daarom afgewerkt in Stockholm, Zweden. 

## Hoogtepunten
- Een aantal internationale crises had een aantal boycots tot gevolg. Vanwege de Suezcrisis besloten Egypte, Libanon en Irak de spelen aan zich voorbij te laten gaan. De manier waarop de Sovjet-Unie de Hongaarse Opstand onderdrukte, was voor Spanje, Nederland en Zwitserland reden om de spelen te boycotten. Hongarije en de Sovjet-Unie namen echter wel gewoon deel aan de spelen. Dit leidde onder andere tot een zeer gewelddadige waterpolofinale, die uiteindelijk door Hongarije met 4-0 werd gewonnen. De Volksrepubliek China weigerde ook deel te nemen als protest tegen de deelname van Formosa, het gebied dat nu bekend staat als Taiwan.
- Door de lange afstand besloten heel wat nationale olympische comités, waaronder het Belgisch Olympisch Comité, om een beperkte afvaardiging naar de Spelen te sturen. Tezamen met de internationale onrust zorgde dit ervoor dat het deelnemersaantal lager lag dan vier jaar eerder.
- De 'Melbourne Cricket Ground' was voor de gelegenheid omgetoverd tot een atletiekstadion en deed dienst als olympisch stadion. Toch was de belangstelling voor de atletiek mager. De meeste aandacht van de Australiërs ging uit naar het zwemmen, waarin de Australiërs, dankzij revolutionaire trainingstechnieken, een voorsprong hadden ontwikkeld op hun concurrenten. Bij de mannen won Australië vijf van de zeven titels. Bij de vrouwen was er aandacht voor Dawn Fraser, de eerste zwemster die de 100 meter in minder dan één minuut aflegde, en voor Lorraine Crapp.
- De Amerikaanse Pat McCormick won beide onderdelen bij het schoonspringen net als ze dat had gedaan bij de spelen van 1952.
- Nadat op de spelen van 1952 alleen atleten uit de Bondsrepubliek Duitsland deelnamen, was er dit jaar een gezamenlijk team met de DDR.
- De lokale favoriet Betty Cuthbert werd de Golden Girl van de spelen door haar drie overwinningen bij het hardlopen. Ook de sprinter Bobby Morrow wist drie gouden medailles te winnen.
- Ook bij de wedstrijden in het zwembad was er driemaal Australisch goud voor Murray Rose.
- De Amerikanen mannen behaalden in de atletiekonderdelen vijftien overwinningen op vierentwintig wedstrijden. Bob Morrow won de 100 en de 200 meter. Dit was niet meer gebeurd sinds Jesse Owens' dubbelslag in 1936.
- Op de halve fond was de grote held van de Spelen de Sovjet Vladimir Koets. Hij won de 5.000 en de 10.000 meter. In beide loopnummers vocht hij een verbeten duel uit met de Brit Gordon Pirie. Op de 10.000 meter, het openingsnummer van de atletiek, was dit duel voor Pirie te hard geweest. Pirie kon het tempo van Koets niet aan en zou uiteindelijk slechts als achtste eindigen. Tijdens de 5.000 m had Pirie zijn lesje duidelijk geleerd: hij wist dat hij het moordende tempo van Koets niet kon bijhouden en liep voor de tweede plaats.
- Emil Zátopek was er in Melbourne opnieuw bij en probeerde zijn olympische marathontitel te verdedigen. Zátopek was echter niet meer zo sterk als vroeger en moest zijn kroon op de marathon afstaan aan de 36-jarige Fransman Alain Mimoun, die al sinds 1948 deelnam aan de Spelen.
- Andere grote helden van deze Spelen waren de Hongaar László Papp, die voor de derde opeenvolgende keer de titel greep in de boksklasse superweltergewicht, en de Sovjet Lev Jasjin, de doelman van het winnende Sovjet-voetbalteam.
- Naar aanleiding van een suggestie van een Australische tiener, werd de olympische traditie begonnen waarbij de deelnemers tijdens de sluitingsceremonie niet langer achter hun nationale vlag binnenkomen, maar door elkaar; dit als symbool van eenheid.

## Sporten
Tijdens deze Spelen werd er gesport in 19 disciplines binnen 17 sporten. Australian Football en honkbal waren demonstratiesporten.

## Deelnemende landen

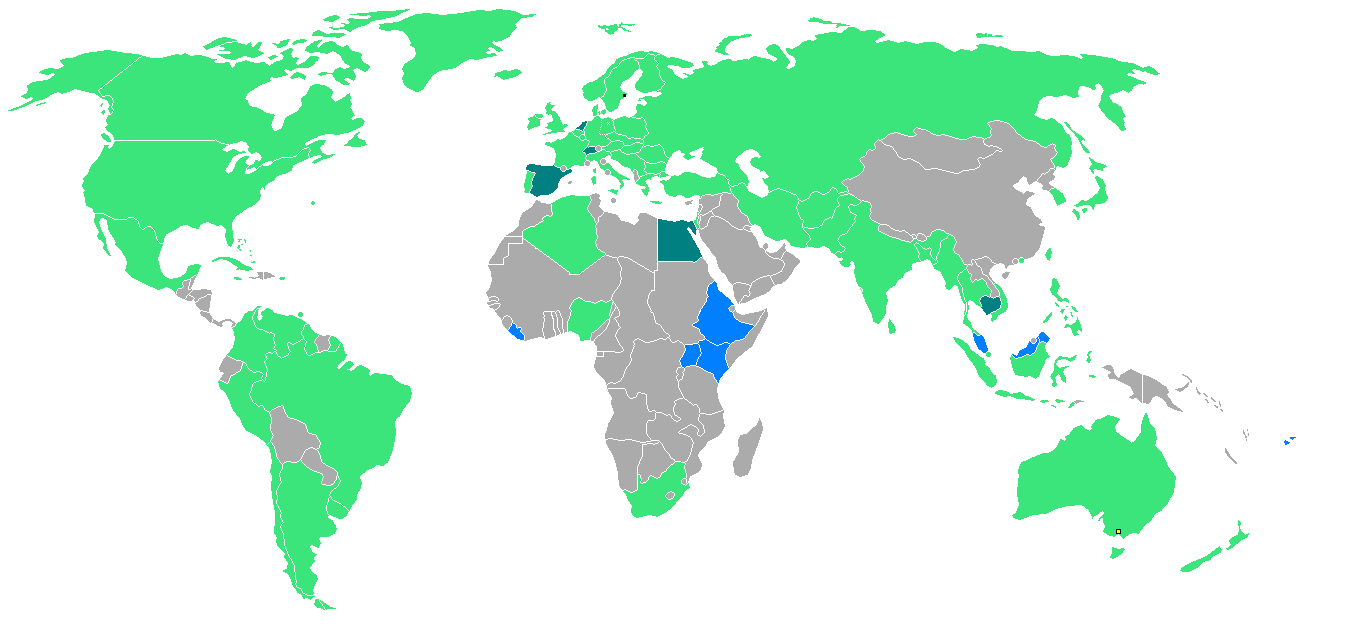

Er namen 67 landen deel aan de Spelen in Melbourne. Ethiopië, Fiji, Kenia, Liberia, Malaya, Noord-Borneo en Oeganda debuteerden. Atleten uit Oost- en West-Duitsland kwamen samen uit als een verenigd Duits team, iets dat tot en met 1964 zou gebeuren.
Vijf landen namen deel aan de paardensport-onderdelen die werden gehouden in Stockholm, maar namen niet deel aan de Spelen in Melbourne. Van deze vijf landen nam Cambodja voor het eerst aan de Spelen deel.
De onderstaande landen deden mee aan de Spelen in Melbourne en eventueel aan de onderdelen in Stockholm.

### Belgische prestaties
- In België had men maandenlang de hoop op een gouden medaille gezet op Roger Moens. Moens had een half jaar voor de Spelen tijdens een wedstrijd in Oslo, in het Bisletstadion, het wereldrecord op de 800 meter verbeterd en op 1.45.7 gebracht. De Oost-Vlaming had als het ware niets van zijn concurrenten te vrezen. Maar het noodlot sloeg toe in september 1956, toen Moens tijdens een training op een tennisveld tegen een paaltje liep en er een spierletsel aan overhield. Moens moest afzeggen voor de Spelen. De 800 meter werd uiteindelijk gewonnen door de Amerikaan Tom Courtney.
- België haalde uiteindelijk twee zilveren medailles, gewonnen door de worstelaar Jozef Mewis en de zeiler André Nelis.

Medailles
| Medaille   | Winnaar     | Onderdeel               |
| ---------- | ----------- | ----------------------- |
| Zilver (2) | Jozef Mewis | worstelen, vedergewicht |
| Zilver (2) | André Nelis | zeilen, finn            |

### Nederlandse prestaties
- Naar aanleiding van het bloedige ingrijpen van de Sovjet-Unie in Hongarije in de herfst van 1956 besloot het Nederlandse NOC - samen met Spanje en Zwitserland als enige westerse landen - om geen team te sturen naar de spelen in Melbourne. Acties van de hockeyers en de zeilers om het NOC op andere gedachten te brengen leidden tot niets. Een halve eeuw later bood voorzitter Erica Terpstra namens het NOC*NSF haar verontschuldigingen aan de betrokken sporters aan voor deze beslissing en de botte wijze waarop deze aan de atleten was meegedeeld. In een uitzending van Netwerk (uitgezonden op 8 augustus 2008) bood de oud-secretaris van het NOC Claas van den Houten zijn excuses aan voor het telegram dat hij in 1956 verstuurd waarin hij de atleten opriep om zich terug te trekken.
- Het paardensporttoernooi had al in juni plaatsgevonden in Stockholm. Daar deed Alexei Pantchoulidzew aan mee op het onderdeel dressuur. Hij was dus de enige Nederlandse deelnemer aan de Spelen van 1956.

## Medaillespiegel
Er werden 469 medailles uitgereikt. Het IOC stelt officieel geen medailleklassement op, maar geeft desondanks een medailletabel ter informatie. In het klassement wordt eerst gekeken naar het aantal gouden medailles, vervolgens de zilveren medailles en tot slot de bronzen medailles.
In de volgende tabel staat de top-10 en het Belgische resultaat. Het gastland heeft een blauwe achtergrond en het grootste aantal medailles in elke categorie is vetgedrukt.
Zie de medaillespiegel van de Olympische Zomerspelen 1956 voor de volledige weergave.
| Plaats | Land               | NOC | Goud | Zilver | Brons | Totaal |
| ------ | ------------------ | --- | ---- | ------ | ----- | ------ |
| 1      | Sovjet-Unie        | URS | 37   | 29     | 32    | 98     |
| 2      | Verenigde Staten   | USA | 32   | 25     | 17    | 74     |
| 3      | Australië          | AUS | 13   | 8      | 14    | 35     |
| 4      | Hongarije          | HUN | 9    | 10     | 7     | 26     |
| 5      | Italië             | ITA | 8    | 8      | 9     | 25     |
| 6      | Zweden             | SWE | 8    | 5      | 6     | 19     |
| 7      | Duits eenheidsteam | EUA | 6    | 13     | 7     | 26     |
| 8      | Groot-Brittannië   | GBR | 6    | 7      | 11    | 24     |
| 9      | Roemenië           | ROM | 5    | 3      | 5     | 13     |
| 10     | Japan              | JPN | 4    | 10     | 5     | 19     |
|        |                    |     |      |        |       |        |
| 28     | België             | BEL | 0    | 2      | 0     | 2      |

Atletiek · Australian Football (demonstratie) · Basketbal · Boksen · Gewichtheffen · Hockey · Honkbal (demonstratie) · Kanovaren · Moderne vijfkamp · Paardensport · Roeien · Schermen · Schietsport · Schoonspringen · Turnen · Voetbal · Waterpolo · Wielersport · Worstelen · Zeilen · Zwemmen
Afghanistan · Argentinië · Australië · Bahama's · België · Bermuda · Birma · Brazilië · Brits-Guiana · Bulgarije · Cambodja* · Canada · Ceylon · Chili · Colombia · Cuba · Denemarken · Duits eenheidsteam · Egypte* · Ethiopië · Fiji · Filipijnen · Finland · Frankrijk · Griekenland · Groot-Brittannië · Hongarije · Hongkong · Ierland · IJsland · India · Indonesië · Iran · Israël · Italië · Jamaica · Japan · Joegoslavië · Kenia · Liberia · Luxemburg · Malakka · Mexico · Nederland* · Nieuw-Zeeland · Nigeria · Noord-Borneo · Noorwegen · Oeganda · Oostenrijk · Pakistan · Peru · Polen · Portugal · Puerto Rico · Roemenië · Singapore · Sovjet-Unie · Spanje* · Taiwan · Thailand · Trinidad en Tobago · Tsjecho-Slowakije · Turkije · Uruguay · Venezuela · Verenigde Staten · Vietnam · Zuid-Afrika · Zuid-Korea · Zweden · Zwitserland*

*alleen deelgenomen in Stockholm
Olympische Zomerspelen
Olympische Winterspelen
Gerelateerd
Olympische Jeugdspelen · Paralympische Spelen · Deaflympische Spelen · Special Olympic World Games
IOC · COA · BOIC · NOC*NSF · NAOC · SOC
- Gemeinsame Normdatei: 2144865-6
- Library of Congress Control Number: n92087241
- Nationale Bibliotheek van Tsjechië: kn20061031001
- Virtual International Authority File: 147892209